# Diammoniumdimolybdat
Diammoniumdimolybdat ist eine anorganische chemische Verbindung aus der Gruppe der Ammoniumsalze und Molybdate.

## Gewinnung und Darstellung
Diammoniumdimolybdat kann durch Reaktion von Molybdäntrioxid mit Ammoniak gewonnen werden.

## Eigenschaften
Diammoniumdimolybdat ist ein weißer Feststoff, der leicht löslich in Wasser ist. Er zersetzt sich bei Erhitzung über 150 °C. Er besitzt eine trikline Kristallstruktur mit der Raumgruppe P1 (Raumgruppen-Nr. 2).

## Verwendung
Diammoniumdimolybdat wird als Pigment, Düngemittel und feuerhemmendes Mittel für Gewebe verwendet. Es wird auch als Rohstoff für die Herstellung von Molybdän, Keramikglasuren und anderen Molybdänverbindungen eingesetzt. Darüber hinaus wird es in der Fotografie, Keramik und Farben verwendet. Es wird auch als Reagenz für die Analyse sowie für die Bestimmung von Phosphor in der analytischen Chemie und als Katalysator in der petrochemischen Industrie eingesetzt.